# Grandpuits-Bailly-Carrois
Grandpuits-Bailly-Carrois là một xã ở tỉnh Seine-et-Marne, thuộc vùng Île-de-France ở miền bắc nước Pháp.

## Dân số
Điều tra dân số năm 1999, xã này có dân số là 953.